# آدم بيجلي
آدم بيجلي (بالإنجليزية: Adam Begley)‏ هو ناقد أدبي وكاتب أمريكي، ولد في 1959 في بوسطن في الولايات المتحدة.